# شاهزاده هودونگ و شاهدخت ناک‌رانگ
افسانه کره‌ای شاهزاده هودونگ و شاهدخت ناک‌رانگ داستان شاهدختی است که به خاطر عشق به شاهزاده کشور دشمن، به کشور خود خیانت می‌کند. این داستان در زمان سلطنت موهیول گوگوریو (۱۸–۴۴ پس از میلاد) واقع شده و نخستین بار در سامگوک ساگی به آن اشاره شده است. در این کتاب آمده است که ناک‌رانگ یک طبل مقدس و شیپور داشت که در صورت تهاجم بیگانگان به خودی خود به صدا درمی‌آمد. برای حمله به ناک‌رانگ، پادشاه موهیول به پسرش شاهزاده هودونگ دستور داد که شاهدخت ناک‌رانگ را فریب دهد تا طبل و فلوت افسانه‌ای را پاره کند و در نتیجه ناک‌رانگ سقوط کند. این داستان ملت‌های درگیر جنگ، عشق، خیانت و مرگ، موضوع نمایشنامه‌ها و نظرات فلسفی بسیاری بوده است.